# Cuca (gmina w okręgu Gałacz)
Cuca – gmina w Rumunii, w okręgu Gałacz. Obejmuje tylko jedną miejscowość Cuca. W 2011 roku liczyła 2150 mieszkańców. 